# Seværdigheder i Berlin
Herunder følger en liste over forskellige seværdigheder i Tysklands hovedstad, Berlin.

## Generelle Seværdigheder
- Brandenburger Tor
- Schloss Charlottenburg
- Schloss Bellevue – amtsbolig for den tyske præsident
- Checkpoint Charlie Museum
- Gendarmenmarkt
- Kurfürstendamm med Kaiser-Wilhelm-Gedächtniskirche
- Neue Synagoge i Oranienburger Straße, bygget i 1860'erne
- Pfaueninsel
- Potsdam med Sanssouci, Cecilienhof og Neues Palais
- Potsdamer Platz
- Rigsdagen
- Rotes Rathaus
- Großer Tiergarten (største park i den indre by)
- Unter den Linden
- Alexanderplatz med Fernsehturm
- Funkturm Tv-tårnet i den vestlige bydel
- ICC International Kongress Centrum
- Haus der Kulturen der Welt
- East Side Gallery et ca. 2km lang fredet stykke af den gamle berlinmur, med flotte graffitimalerier
- Jüdisches Museum moderne arkitektur af Daniel Libeskind med samlinger om tyske jøders historie
- Zoo Berlin - verdens artsrigeste zoologiske have
- Botanischer Garten Berlin - en af verdens største botaniske haver
- Siegessäule

## Museer
- Deutsches Technikmuseum og Science Center Spectrum
- Ägyptisches Museum
- Neue Nationalgalerie
- Bode-Museum
- Museum für Naturkunde
- Alte Nationalgalerie
- Antikensammlung
- Ethnologisches Museum
- Friedrichswerdersche Kirche
- Gemäldegalerie
- Hamburger Bahnhof - Museum für Gegenwart
- Humboldtforum
- Jüdisches Museum
- Kunstbibliothek
- Kunstgewerbemuseum
- Kupferstichkabinett
- Münzkabinett
- Museum Berggruen
- Museum für Fotografie
- Museum für Asiatische Kunst
- Museum für Islamische Kunst
- Skulpturensammlung und Museum für Byzantinische Kunst
- Vorderasiatisches Museum

## Operahuse
- Deutsche Oper
- Komische Oper
- Staatsoper Unter den Linden

## Teatre
- Schaubühne
- Volksbühne
- Deutsches Theater
- Berliner Ensemble
- Theater des Westens
- Grips-Theater
- Renaissance-Theater
- Maxim Gorki Theater
- Hebbel Theater
- Theater am Potsdamer Platz
- Hansa Theater
- Mehringhoftheater
- Spandauer Theater Varianta
- Theater am Kurfürstendamm
- Komödie am Kurfürstendamm
- Berliner Kriminal Theater
- Vaganten Bühne
- Tribüne
- Schloßparktheater
- Theater im Palais
- Hans Otto Theater
- Kleines Theater
- Musical Theater Berlin
- Schiller Theater Werkstatt

## Kabaretter
- Die Distel
- Die Wühlmäuse
- Die Stachelschweine
- Tränenpalast
- Sündikat
- Die Pfeffergurke
- BKA - Berliner Kabarett Anstalt
- Kabarett Theater Die Kneifzange
- Kabarett Theater Der Klimperkasten
- Kabarett Kartoo

## Varieté
- Wintergarten
- Friedrichstadt-Palast
- Tempodrom